# ČD 835.001
Der 835 001 war ein zweiteiliger Dieseltriebwagen des tschechischen Eisenbahnverkehrsunternehmens České dráhy (ČD) für den Regionalverkehr. Er entsprach dem Typ RA-1 des russischen Herstellers Metrowagonmasch.

## Geschichte
Metrowagonmasch in Mytischtschi lieferte 2003 ein Fahrzeug des Typs RA1 für Versuchszwecke an die ČD, der als Ersatz für russische Zahlungsrückstände vorgesehen war. Die ČD entschlossen sich jedoch nicht zu einer Serienbeschaffung, da sie sich zu einer vielzahligen Rekonstruktion ihrer Reihe 810 zur Reihe 814 entschieden. Das Versuchsfahrzeug wurde 2007 ausgemustert und anschließend an die ungarische Magyar Államvasutak (MÁV) abgegeben, wo baugleiche Triebwagen als MÁV-Baureihe 416 im Einsatz stehen. Das Fahrzeug dient dort als Ersatzteilspender.